# حامد شیرخانلو
{{infobox football biography
| name= حامد شیرخانلو
| fullname = Hamed Shirkanlou
| birth_place = ایران
| position = مهاجم
| years1 = ۲۰۰۱-۲۰۰۲
| clubs1 = باشگاه فوتبال استقلال تهران
| caps1 = ۸
| goals1 = ۲
| years2 = ۲۰۰۴–۲۰۰۵
| clubs2 = باشگاه فوتبال ابومسلم خراسان
| caps2 = ?
| goals2 = ۱
| years3 = ۲۰۰۸–۲۰۱۲
| clubs3 = باشگاه فوتبال پدیده مشهد
| caps3 = ?
| goals3 = ۸
| pcupdate = ۸ اوت ۲۰۱۱
| ntupdate = ۲۵ نوامبر ۲۰۱۰
حامد شیرخانلو (انگلیسی: Hamed Shirkanlou؛ زاده ) یک بازیکن فوتبال اهل ایران است.